# Angelica Rozeanu
Angelica Rozeanu (romanès: Angelica Adelstein-Rozeanu)  (Bucarest, 15 d'octubre de 1921 - Haifa, 21 de febrer de 2006) de nom de naixença, Adelstein, va ser una jugadora romanesa de tennis de taula d'origen jueu, una de les millors jugadores de la història d'aquest esport. Va guanyar el primer campionat del món el 1950, iniciant una sèrie de sis títols mundials consecutius, una proesa encara no superada. Va ser la primera esportista romanesa a obtenir un títol esportiu mundial i ha estat de bon tros la més gran esportista de Romania.

## Biografia i carrera esportiva
Nascuda a Bucarest en una família benestant, ja de petita era una gran aficionada a esports com el tennis, el ciclisme o la natació. Rozeanu va començar a jugar a tennis de taula quan tenia vuit anys, mentre es recuperava de l'escarlatina. Al 1933, a l'edat de dotze anys, va guanyar la Copa de Romania. Va conquerir el campionat nacional de Romania el 1936 i va continuar sent la campiona romanesa els següents 21 anys (de 1936 a 1957, excloent l'any de la Segona Guerra Mundial, en què no es disputà). La seva primera gran victòria internacional va ser l'Open d'Hongria de 1938.
Rozeanu va guanyar el seu primer Campionat Mundial al 1950, començant la cursa guanyadora que duraria sis anys seguits (1950,51,52,53,54,55), un fet encara no igualat, tres en dobles (1953,55,56) i tres més en dobles mixt (1951,52,53). Va ser campiona del món per equips amb la selecció romanesa en cinc ocasions (1950,51,53,55,56), plata en dues (1952 i 1957) i bronze també en dues (1939 i 1948). En total, va guanyar trenta medalles en els campionats del món, de les quals disset van ser d'or, cinc de plata i dotze de bronze. A més va ser dues vegades campiona d'Europa en individual, i va obtenir tres medalles de plata i tres de bronze.

## Persecució i exili
Per la seva condició de jueva va haver de patir enormes problemes i vexacions, especialment durant la Segona Guerra Mundial i en els anys posteriors: entre 1940 i 1944 li fou prohibit de jugar i fins i tot d'entrar en un gimnàs a Romania.
El 1960 marxà de Romania deixant enrere medalles i trofeus, i va emigrar amb la seva filla a Israel. Va guanyar el campionat de tennis de taula dels Jocs Macabeus el 1960 i 1961 i va ser tres anys seguits campiona d'Israel (1960, 1961 i 1962). Va visitar Romania per últim cop el 2005.

## Reconeixement
El 1950 va ser nomenada presidenta de la Comissió de Tennis de Taula de Romania, càrrec que va ocupar fins al 1960. El 1954 va ser guardonada amb el més alt honor d'un esportista romanès: el títol de Mestra Benemèrita de l'Esport. El 1981 va ser escollida membre del Saló de la Fama de l'Esport Jueu Internacional, va ingressar al Saló de la Fama del Tennis de Taula Europeu el 2015, i va ser inclosa en el Saló de la Fama del Tennis de Taula de la ITTF el 1995. El 2001 va ser atorgat el títol de ciutadana honorària de la ciutat de Haifa.